# Sarracenia minor
Sarracenia minor är en flugtrumpetväxtart som beskrevs av Thomas Walter. Sarracenia minor ingår i släktet flugtrumpeter, och familjen flugtrumpetväxter. IUCN kategoriserar arten globalt som livskraftig. Utöver nominatformen finns också underarten S. m. okefenokeensis.

## Bildgalleri

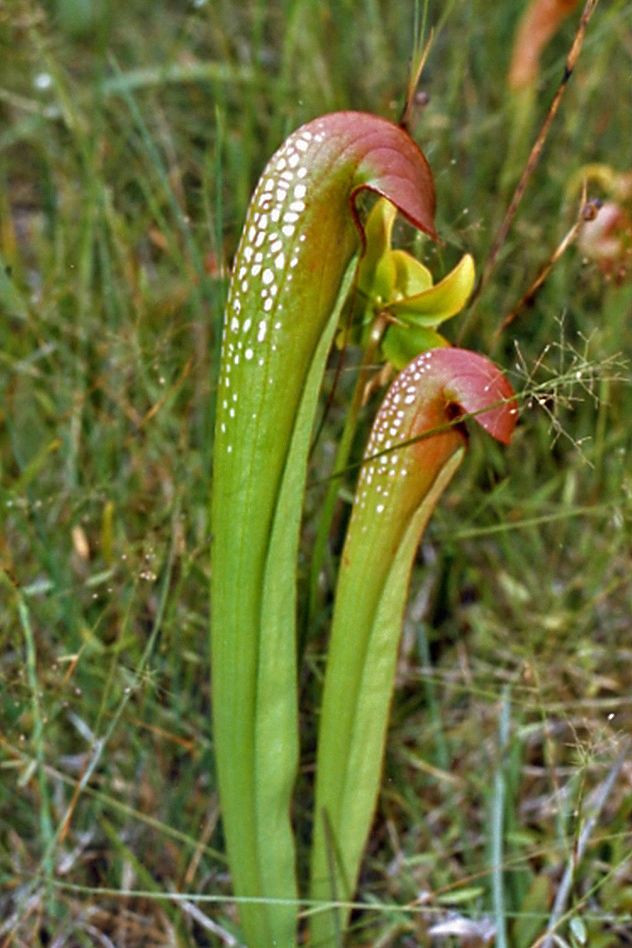
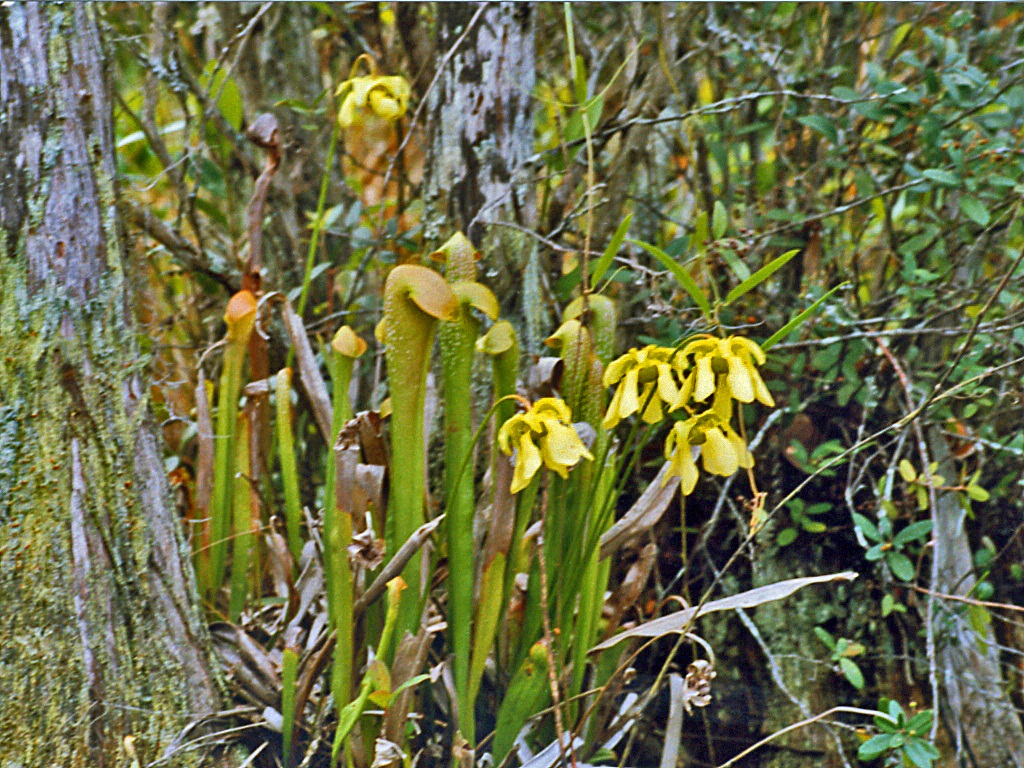
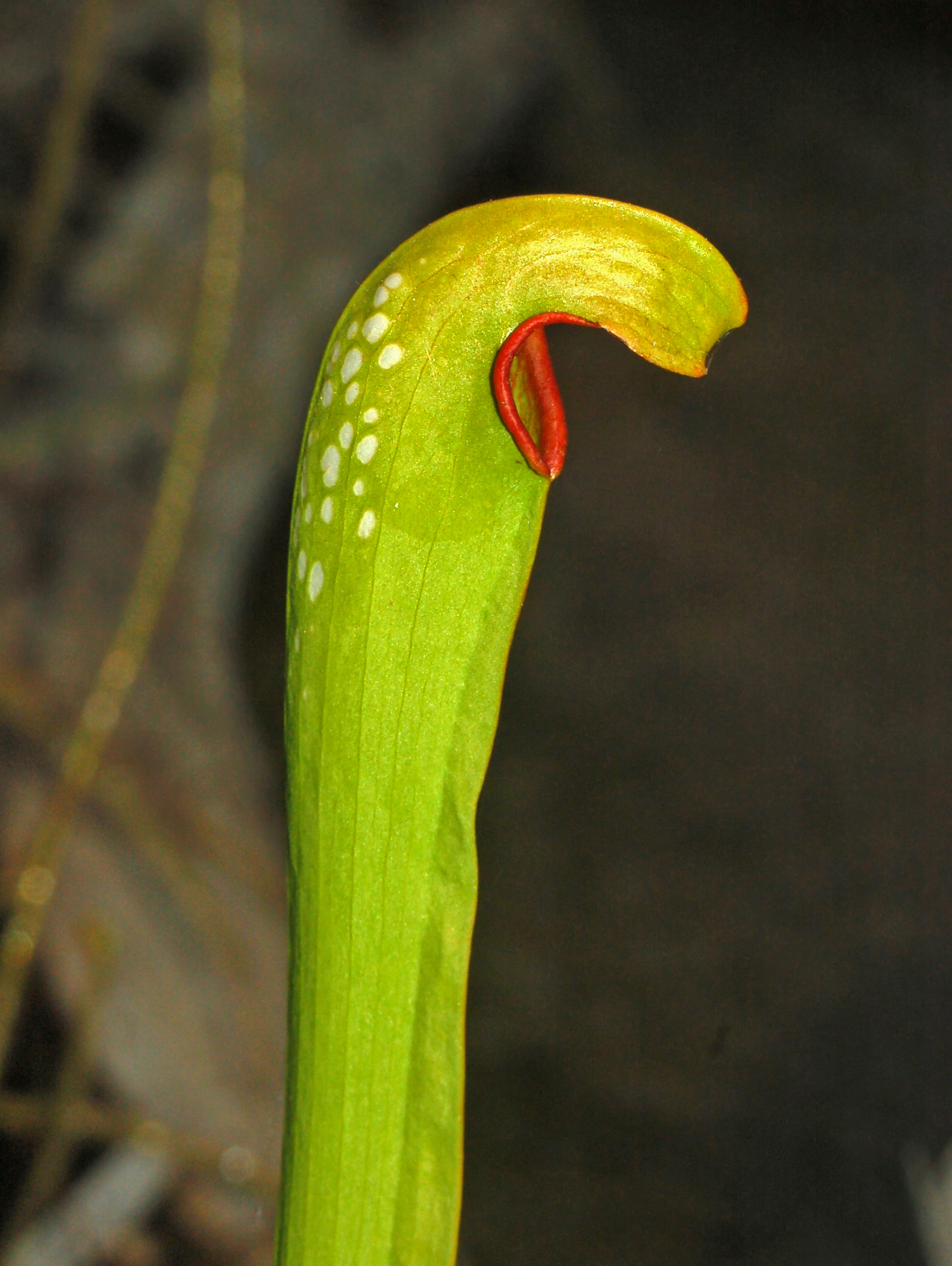
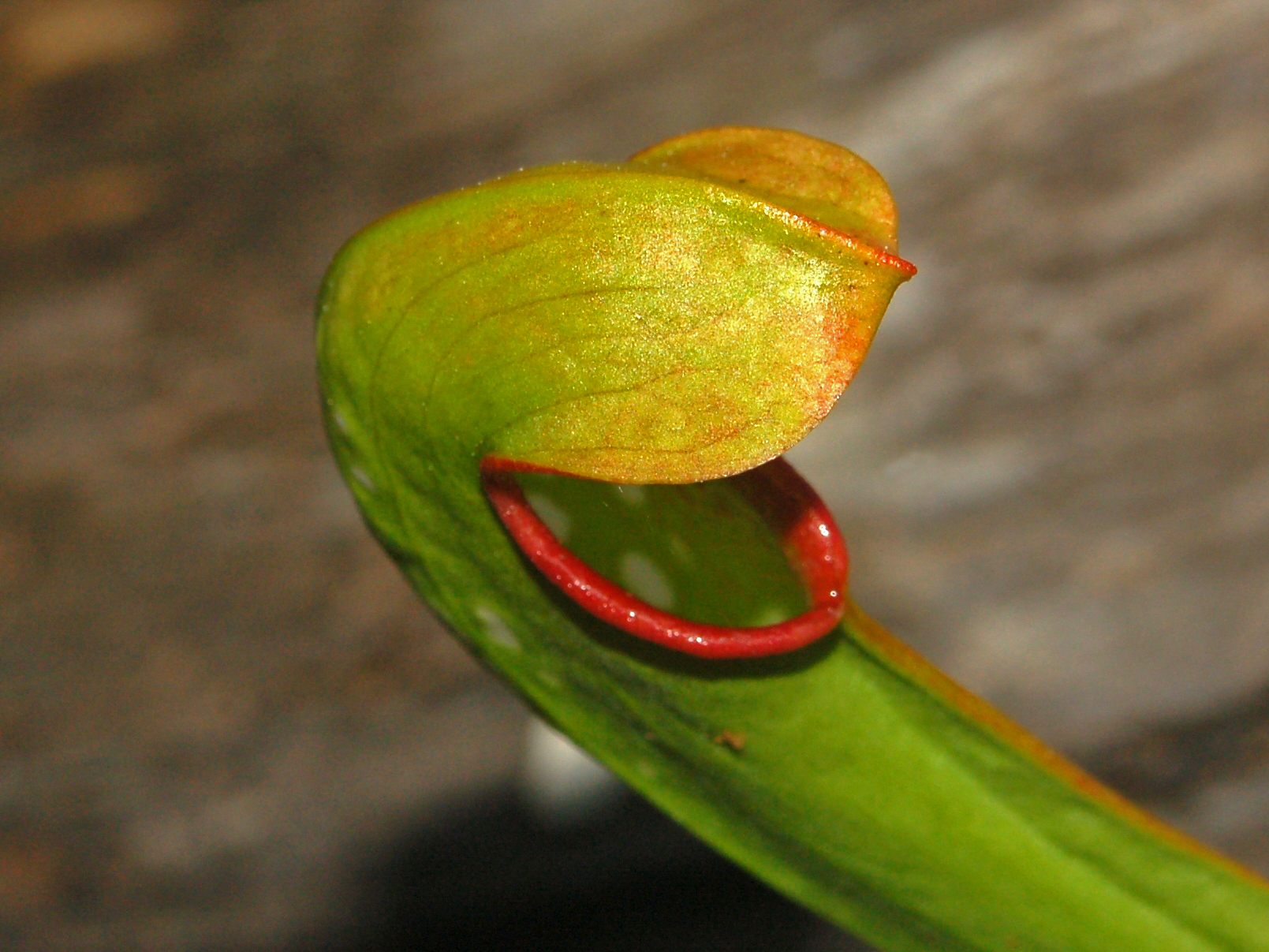
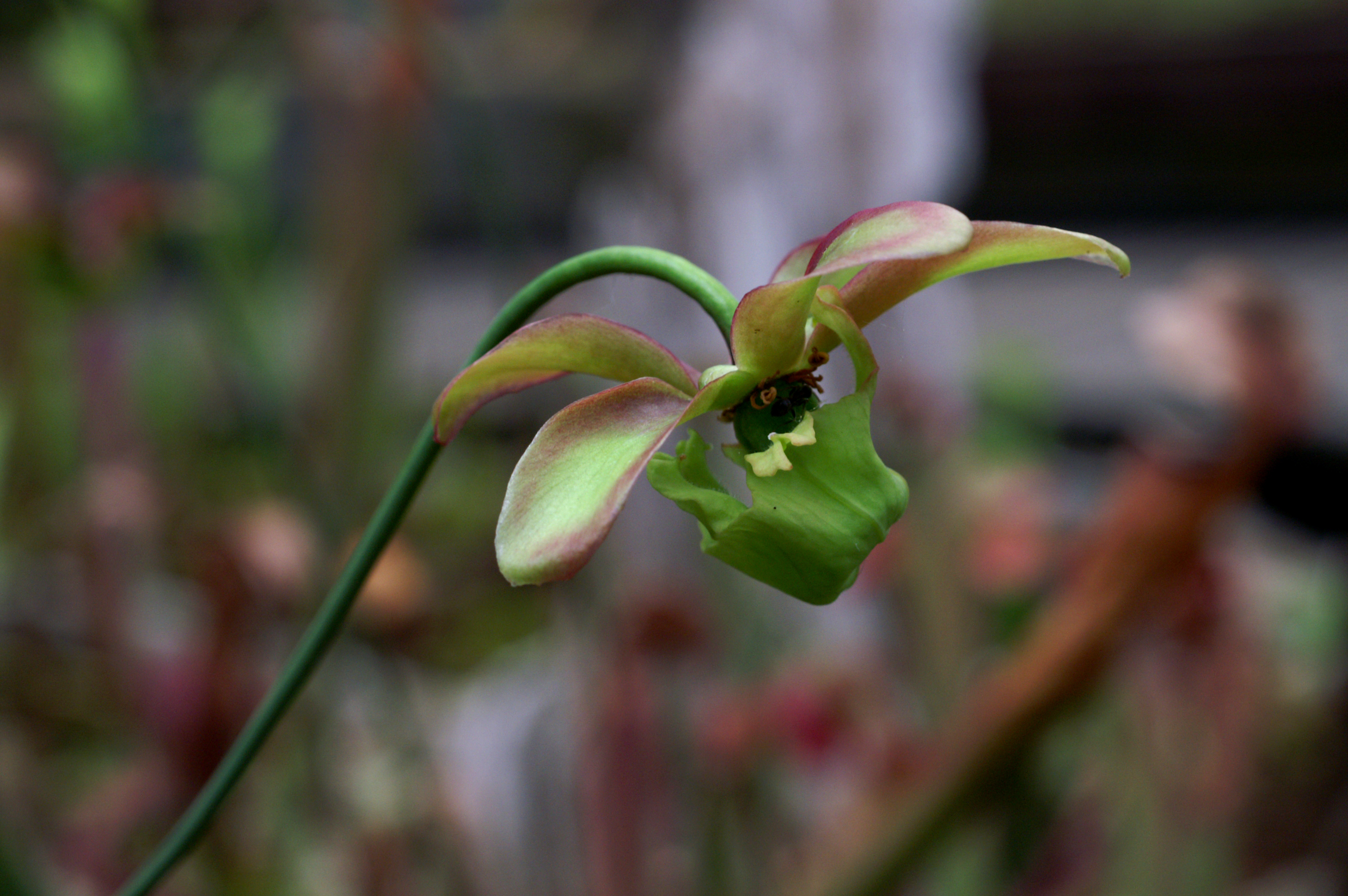
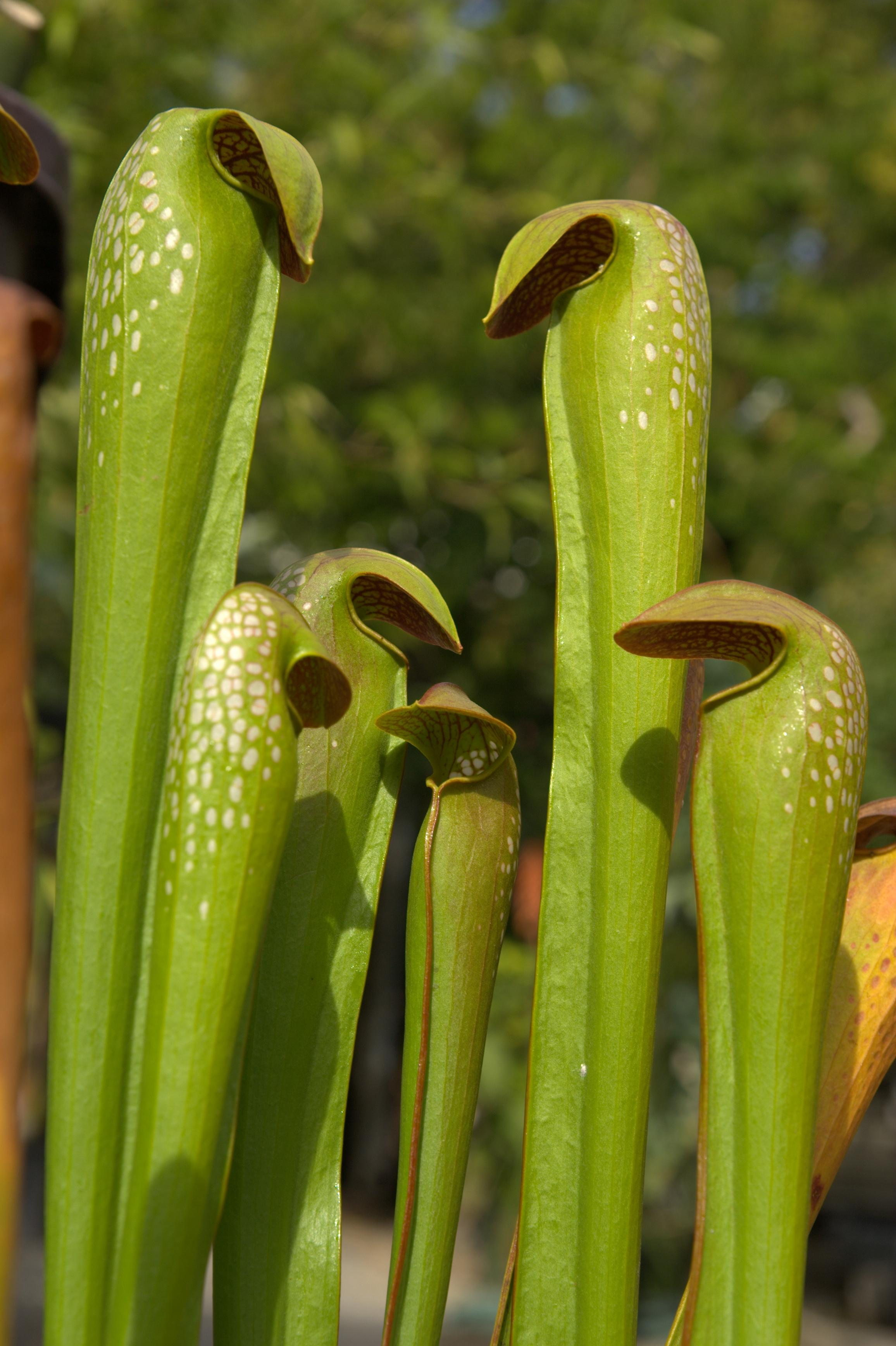